# Губанов, Борис Иванович
Борис Иванович Губанов (14 марта 1930, Ленинград — 18 марта 1999, Москва) — советский инженер, главный конструктор ракеты-носителя «Энергия» и один из создателей стратегической ракеты Р-36М (по классификации НАТО: SS-18 «Сатана»). Герой Социалистического Труда. Лауреат Ленинской премии.

## Биография
Первый ребёнок, потом было три сестры — Людмила, Тамара и Зоя. Семью Губановых война застала в Саратове. В 1944 году семья переехала в Монголию, но из-за ухудшение здоровья мамы пришлось переехать в Ульяновск. В 1947 году Борис Иванович окончил 2-ю мужскую школу (ныне общеобразовательная школа № 6 г. Ульяновска).
В 1953 году окончил Казанский авиационный институт и стал технологом рулевых машин завода № 586 в городе Днепропетровске.
В том же году переведён в Серийное конструкторское бюро (СКБ-586), обеспечивавшее производство первых боевых ракет С.Королева. Работал в Арзамасе-16 и корпорации «Энергия».
C 1982 года был первым заместителем Генерального конструктора и Генерального директора НПО «Энергия», Главным конструктором многоразовой транспортной космической системы «Энергия-Буран» и ракетного комплекса «Энергия».
После закрытия проекта «Энергия-Буран» и увольнения из НПО «Энергия» с 1993 по 1999 год руководил коллективом разработчиков проекта «Воздушный старт», по которому для пуска ракеты-носителя планировалось использовать транспортный самолёт.
Подготовил и издал капитальный четырёхтомный труд «Триумф и трагедия „Энергии“ (Размышления главного конструктора)».
Скончался в Москве 18 марта 1999 года. Похоронен на Троекуровском кладбище, участок 4.

## Публикации
Губанов автор 150 научных работ и четырёхтомного труда «Триумф и трагедия „Энергии“ Размышления главного конструктора», изданного в 1998—2000 годах.

## Признание
- Герой Социалистического Труда;
- Орден Ленина;
- Два ордена Трудового Красного Знамени;
- Ленинская премия;
- Медали.

## Память
- На фасаде первого здания КГТУ (КАИ) установлена памятная доска Борису Губанову[4].